# باتابون 2
باتابون 2 (بالإنجليزية: Patapon 2)‏ (باليابانية: パタポン2 ドンチャカ♪) ، هي لعبة فيديو إلكترونية من نوع إيقاع الموسيقى ولعبة قتال، صدرت في السوق اليابانية سنة 2008م وبعد عام صدرت في الأسواق الأوروبية والأمريكية، وهي من تطوير شركة جابان ستوديو التابعة لشركة سوني كمبيوتر إنترتنمنت، وتعمل حصراً لنظام بلاي ستيشن بورتبل المحمولة.